# Oyehut-Hogans Corner
Oyehut-Hogans Corner és una concentració de població designada pel cens dels Estats Units a l'estat de Washington. Segons el cens del 2000 tenia 188 habitants.

## Demografia
Segons el cens del 2000, Oyehut-Hogans Corner tenia 188 habitants, 89 habitatges, i 50 famílies. La densitat de població era de 57,2 habitants per km².
Dels 89 habitatges en un 14,6% hi vivien nens de menys de 18 anys, en un 49,4% hi vivien parelles casades, en un 5,6% dones solteres, i en un 42,7% no eren unitats familiars. En el 33,7% dels habitatges hi vivien persones soles el 19,1% de les quals corresponia a persones de 65 anys o més que vivien soles. El nombre mitjà de persones vivint en cada habitatge era de 2,11 i el nombre mitjà de persones que vivien en cada família era de 2,71.
Per edats la població es repartia de la següent manera: un 16% tenia menys de 18 anys, un 2,7% entre 18 i 24, un 18,1% entre 25 i 44, un 32,4% de 45 a 60 i un 30,9% 65 anys o més.
L'edat mediana era de 54 anys. Per cada 100 dones de 18 o més anys hi havia 79,5 homes.
La renda mediana per habitatge era de 23.355 $ i la renda mediana per família de 28.313 $. Els homes tenien una renda mediana de 24.250 $ mentre que les dones 21.250 $. La renda per capita de la població era de 13.227 $. Cap de les famílies i el 4,4% de la població estaven per davall del llindar de pobresa.

## Poblacions més properes
El següent diagrama mostra les poblacions més properes.